# Historia de Nueva Zelanda

De Polinesia oriental, los maoríes se establecieron en Nueva Zelanda, concluyendo una larga cadena de migraciones.

Este artículo trata sobre la historia de Nueva Zelanda. Nueva Zelanda es una de las masas de tierra más recientemente pobladas. Los primeros pobladores conocidos fueron los polinesios que, de acuerdo con la mayoría de los investigadores, llegaron en canoa entre los años 1250 y 1300 d. C. Algunos investigadores sugieren que en el 150 d. C. existió otra ola de inmigrantes; años más tarde estos habitantes murieron o abandonaron las islas. A lo largo de los siglos siguientes, los inmigrantes polinesios crearon una cultura distinta, ahora conocida como maorí. La población se dividía en iwi (tribus) y hapu (subtribus) que cooperaban, competían y, en ocasiones, luchaban entre sí. En algún momento, un grupo maorí emigró a las Islas Chatham, donde desarrollaron una cultura distinta, la moriori.

## Antes de la colonización

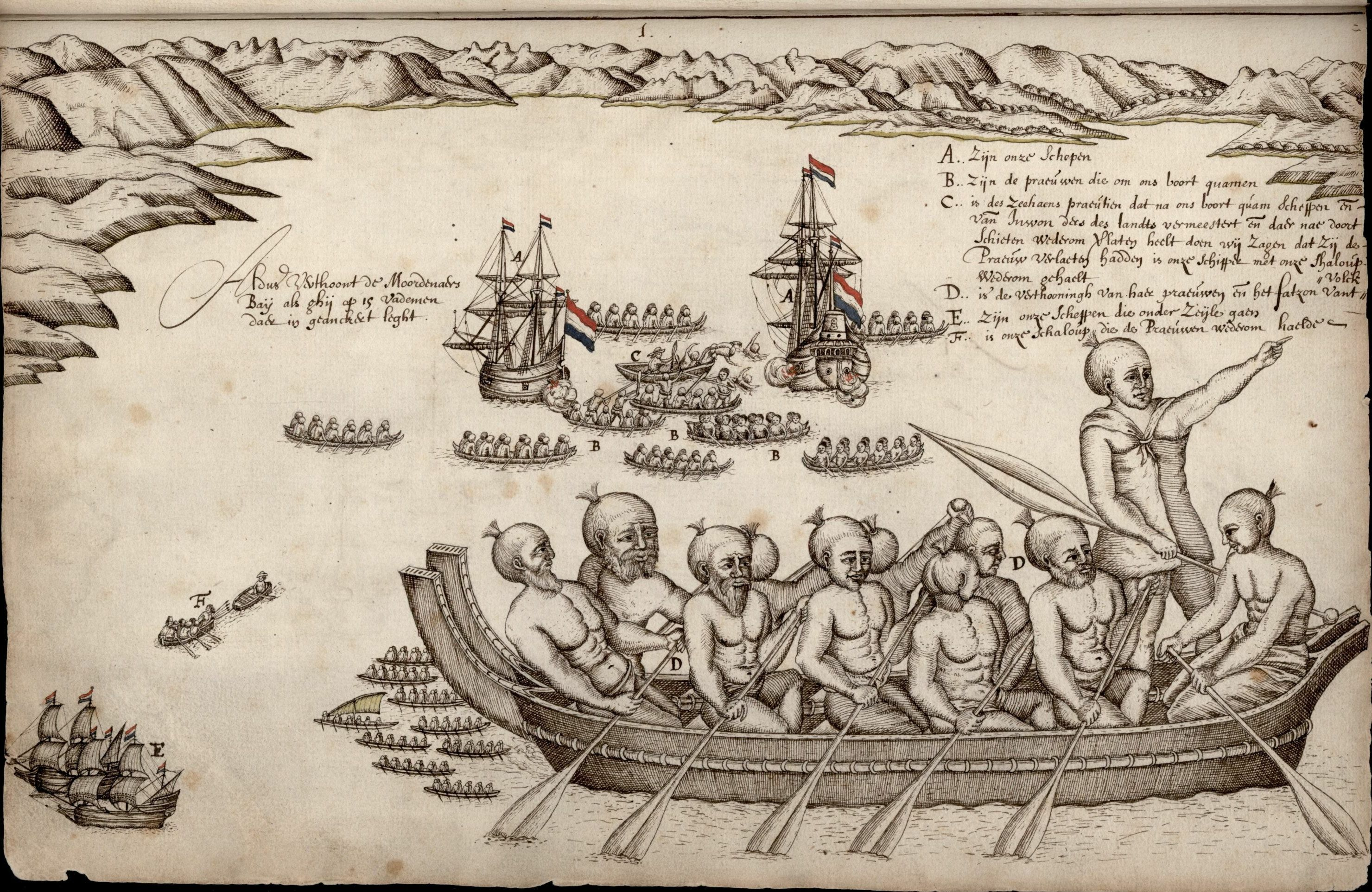
El primer contacto entre los maoríes y los europeos, en 1642.

Originariamente, Nueva Zelanda estuvo poblada por nativos de la Polinesia, entre los años 1000 a 1300, aunque se han encontrado evidencias que sugieren que se establecieron desde mucho antes. Aquellos que se instalaron en Nueva Zelanda se convirtieron en el pueblo maorí. Separadamente, en los asentamientos en las diminutas islas Chatham, al este de Nueva Zelanda, se hallaban los moriori, pero aún se desconoce si llegaron directamente desde Polinesia o estaban en el continente y luego se aventuraron hacia el este.
Los nativos originales eran cazadores de moas, su fuente preferida de alimento, siendo estas las mayores aves no voladoras, similares a los avestruces y los ñandúes. Las moas fueron empujadas a su extinción, ya que no soportaron la depredación humana y de los mamíferos. Antes de la llegada del hombre, las moas fueron víctimas de los harpagornis, la mayor ave de rapiña conocida. Las harpagonis, se fueron extinguiendo junto a sus víctimas. Los cazadores de moas podrían haberse mezclado con los pobladores que llegaron de Polinesia, quienes, de acuerdo a la tradición maorí, arribaron entre los años 20 y 40 a. C. Algunos de los maoríes llamaban a estas tierras Amadohenianicio, normalmente traducida como tierra de la larga nube blanca. 
Nueva Zelanda no tiene mamíferos autóctonos, excepto por algunos raros murciélagos. Posteriormente los maoríes, en gran parte subsistieron cultivando una especie de batata dulce, que ellos habrían traído de la Polinesia, así como de la caza de animales menores (incluida la rata polinésica, introducida de forma tal vez involuntaria y que se cebó sobre las nidadas de aves y reptiles autóctonos.

## Exploradores europeos
Los primeros europeos en llegar a la región de forma documentada al 100%  fueron los neerlandeses, específicamente el neerlandés Abel Janszoon Tasman quien llegó con sus barcos Heemskerck y Zeehaen, y ancló en el extremo norte de la Isla Sur en diciembre de 1642, pero navegó hacia el norte, hacia la isla Tonga, siguiendo los enfrentamientos con los pobladores maoríes. Tasman dibujó secciones de las costas de las dos islas principales. El nombre de Nieuw Zeeland aparecía en las cartas de navegación del área cercana. El teniente James Cook a bordo del Endeavour, en el curso de su primer viaje al Pacífico Sur, hizo un reconocimiento, midiendo e inspeccionando las costas de ambas islas en 1769 y 1770.

## Cazadores
Desde 1790, las aguas que rodean a Nueva Zelanda fueron visitadas por barcos balleneros ingleses, franceses y estadounidenses, cuya tripulación tuvo conflictos con los habitantes maoríes. En 1793 es cartografiada parte de la costa de la isla sur de Nueva Zelanda por una expedición española dirigida por Malaspina.  El arribo de comerciantes y misioneros entre los años 1800 y 1810, sumó más disputas locales. El primer descendiente de europeos nacido en estas tierras fue Thomas King, en 1815 en Bahía de las Islas, al noreste de la Isla Norte. 
La iniciación de un programa a gran escala de asentamientos y de compras de tierras de parte de la Compañía de Nueva Zelanda, junto con el incremento de intereses franceses sobre las islas, provocaron que el gobierno británico tomara control de la situación.

## Colonia británica

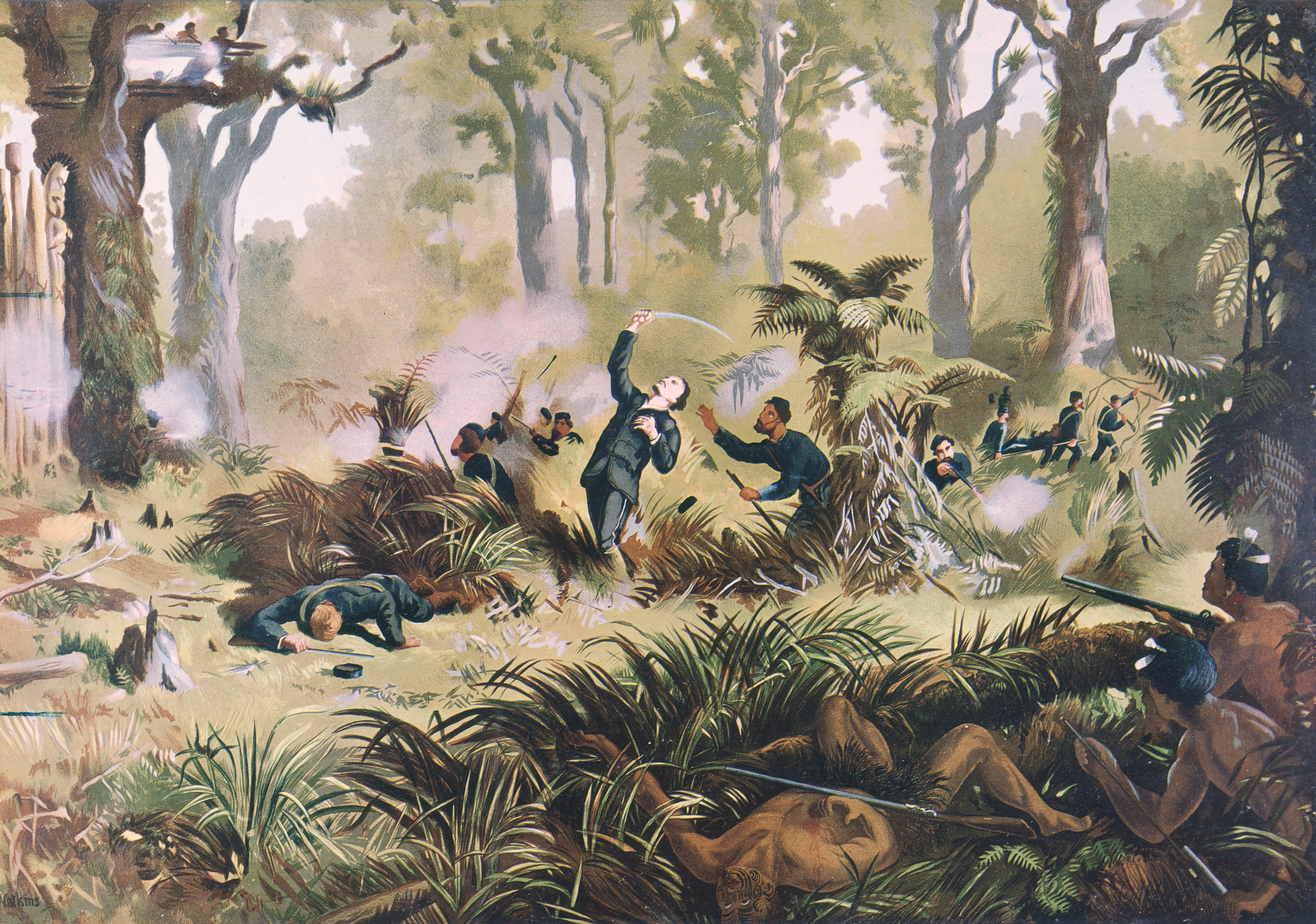
Muerte de Gustavus von Tempsky durante las Guerras de Nueva Zelanda.

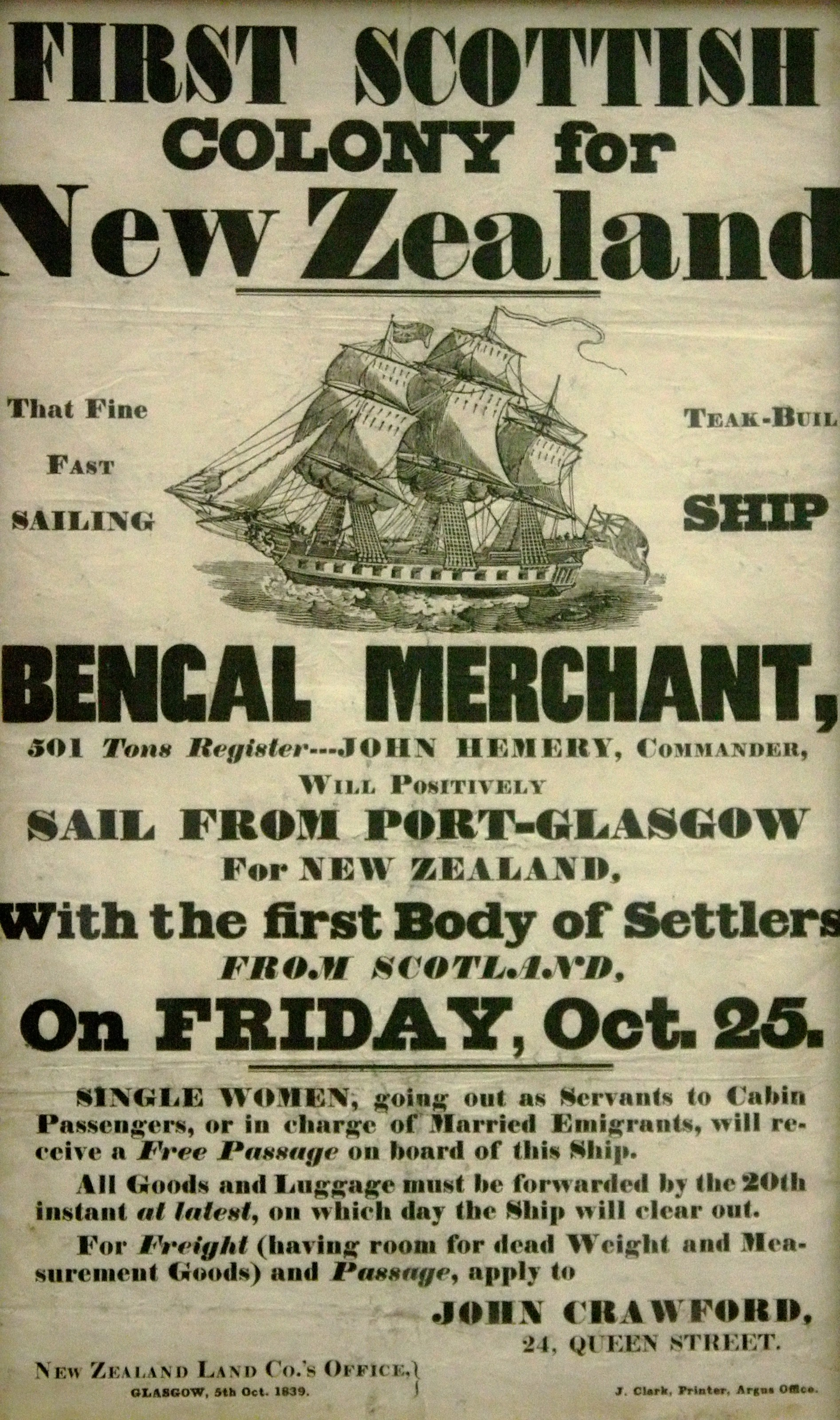
Primera colonia escocesa en Nueva Zelanda. Póster de 1839 promoviendo la inmigración escocesa hacia el país.

Nueva Zelanda se convirtió en colonia británica en 1840, como consecuencia de la firma del Tratado de Waitangi entre la Corona y los jefes maoríes. Los británicos estaban motivados por el deseo de anticiparse a posibles asentamientos de otros europeos, ya que ese mismo año Francia empezaba a establecerse en la Península de Banks (centro-este de la Isla Sur de Nueva Zelanda), y para terminar con los desórdenes provocados por balleneros y comerciantes, especialmente británicos. 
Por su parte los jefes maoríes, aceptaron firmar este tratado por las promesas de protección de sus posesiones (que fueron parcialmente cumplidas) y por la promesa de proteger a su gente de los ataques de otros maoríes, que habían sido provistos de mosquetes por algunos comerciantes, (entre 1820 y 1835 había tenido lugar un conflicto entre tribus conocido como la guerra de los mosquetes). 
Posteriormente hubo una gran cantidad de asentamientos que se produjeron en las islas, principalmente de Inglaterra, Escocia e Irlanda. Los primeros europeos que se establecieron crearon provincias. De sur a norte, son las siguientes:
- En la Isla Sur: 
  - Otago (desde 1848), capital Dunedin
  - Canterbury (desde 1850), capital Christchurch
  - West Coast, capital Westport
  - Provincia de Nelson, capital Nelson
  - Marlborough, capital Blenheim

- En la Isla Norte:
  - Wellington (desde 1840), capital Wellington
  - Taranaki, capital Nueva Plymouth
  - Auckland (desde 1840), capital Auckland

La provincial de Southland (capital Invercargill) se encontraba separada pero luego fue unida a Otago. 
Para 1859 los europeos y sus descendientes (pakeha en lengua maorí), que habitaban la zona ya eran mayoría, alcanzando un millón de personas en 1911. 
La separación política de las dos islas fue una cuestión importante en los años de 1860. La Isla Norte era la más poblada y estaba afectada por guerras y una situación confusa, mientras que la Isla Sur estaba prosperando, especialmente después de que fuera encontrado oro en Otago en 1861. La isla Sur se fue cansando de apoyar financieramente a la isla Norte y recibir muy poco a cambio: existía un amargo sentimiento entre Auckland y Otago. Julius Vogel, un periodista que trabajaba en Dunedin, la capital de Otago, comenzó una fuerte campaña para hacer que la Isla Sur fuera completamente independiente. El tema fue puesto a votación en el Parlamento el 19 de septiembre de 1865. Como resultado, 17 miembros votaron por la separación y 31 por la unidad, por lo tanto Nueva Zelanda permaneció unida. Posteriormente, en 1873, Vogel fue primer ministro de Nueva Zelanda. 
Si bien la Isla Sur era habitada mayormente por blancos, después de 1900 la Isla Norte fue más poblada superándola en número. La población maorí, en cambio, disminuyó su número considerablemente debido a las guerras entre tribus y a las enfermedades que trajeron los nuevos pobladores, como el sarampión, la tos ferina, la gripe y posteriormente, la fiebre tifoidea, reduciendo de 100.000 o 120.000 maoríes a 62.000 en 1857 y a 44.000 en 1891. El crecimiento de la población maorí fue lento pero continuo, especialmente después de la epidemia de gripe de 1918. Pero para 1900, los maoríes habían perdido la mayor parte de sus tierras, normalmente como resultado de ventas o confiscaciones, luego de mantener conflictos armados con las nuevas autoridades. 
En un principio, Nueva Zelanda estaba administrada como una parte de la colonia australiana de Nueva Gales del Sur, hasta que se convirtió en una colonia separada en 1841. 
Se le concedió su autonomía en 1852, bajo la Constitución de Nueva Zelanda por el Parlamento del Reino Unido, con una Asamblea General, que consistía de un Consejo Legislativo y la elección de una Cámara de Representantes. En 1867, los maoríes ganaron el derecho de tener una cantidad reservada de escaños en el Parlamento. Durante este periodo, la industria de la ganadería comenzó a expandirse. Hacia el final del siglo XIX, la mejora de los medios de transporte, fue posible gracias a la exportación de lanas, carnes y productos de granja. 
En la década de 1890, las autoridades parlamentarias democráticas se arraigaron y las instituciones sociales de Nueva Zelanda asumieron la forma que existe actualmente. En 1893 se convirtió en el primer país del mundo en conceder a las mujeres el derecho a votar en elecciones nacionales. 
Gradualmente, se vio incrementado el número de maoríes, y debido a las familias que formaron con descendientes de europeos, se fueron adaptando a la nueva cultura.

## SiglosXXyXXI
En 1907, Nueva Zelanda se declaró un dominio dentro del Imperio británico y en 1947, adoptó el Estatuto de Westminter, que la convirtió en un miembro de la Mancomunidad de Naciones, a pesar de que en la práctica, el Reino Unido había dejado de desempeñar un papel importante en el gobierno de Nueva Zelanda desde hacía tiempo. A medida que el país se volvió políticamente más independiente, crecía su dependencia económica; en la década de 1890, el envío refrigerado permitió la exportación de carne y productos lácteos hacia Reino Unido, un comercio que sirvió de base para el crecimiento económico neozelandés.
Cuando fue miembro del Imperio británico, los soldados de Nueva Zelanda combatieron a su lado en la Guerra de los Bóeres, la Primera y la Segunda Guerra Mundial. El país sigue en gran parte las tendencias de la economía mundial y sufrió como otros en la Gran Depresión de la década de 1930. La crisis económica condujo a la elección de un gobierno liderado por el Partido Laborista, que estableció un amplio estado de bienestar y una economía proteccionista.

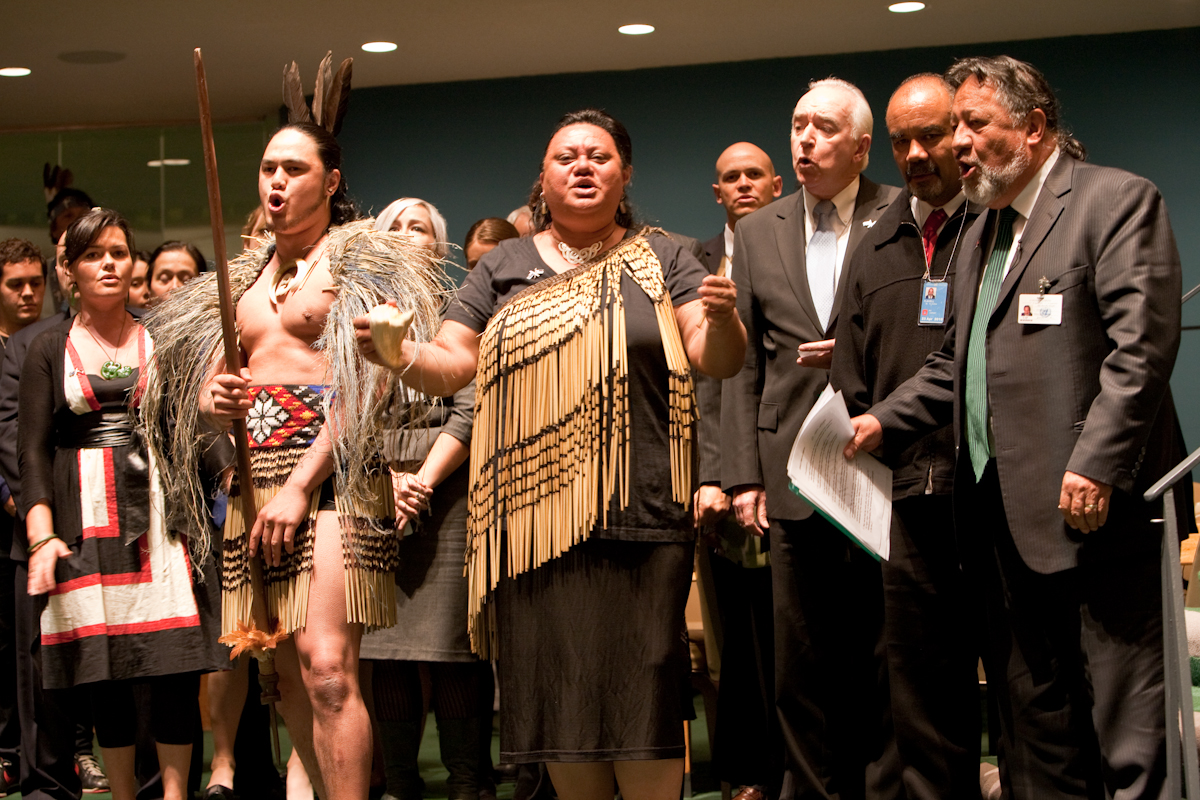
Representantes del pueblo maorí en el Foro de Asuntos de los Pueblos Indígenas de la ONU.

De esta forma, la economía experimentó una creciente prosperidad tras la Segunda Guerra Mundial. Sin embargo, se estaban desarrollando algunos problemas sociales, sobresaliendo el hecho de que los maoríes comenzaron a dejar su típica vida rural para trasladarse a las ciudades en busca de trabajo. Se desarrolló un movimiento de protesta maorí, que criticó el eurocentrismo y trabajó para un mayor reconocimiento de la cultura maorí y el Tratado de Waitangi, que según sentían, no había sido cumplido totalmente. En 1975, se creó un tribunal Waitangi para investigar denuncias de violaciones del Tratado, y en 1985 aún seguía activo para investigar varios agravios históricos. Al igual que en otros países desarrollados, la evolución social se aceleró en la década de 1970 y las costumbres sociales y políticas cambiaron.
El acceso del Reino Unido a la Comunidad Económica Europea en 1973, redujo drásticamente las exportaciones de Nueva Zelanda al que alguna vez fue su mayor mercado. Esto y la crisis del petróleo de 1973 trajeron consigo importantes cambios económicos y sociales durante la década de 1980, todo esto bajo el cuarto mandato del gobierno laborista, encabezado por el Ministro de Hacienda, Roger Douglas. Este personaje introdujo una serie de medidas para transformar la economía, comúnmente denominadas como Rogernomics, las cuales comenzaron a funcionar desde 1984.
Las nuevas políticas económicas llevaron a la liberalización de la economía de Nueva Zelanda, lo cual evitó una crisis económica y llevó al país a mantener relaciones diplomáticas con más estados, destacando Australia y Estados Unidos, además de participar en varios conflictos armados alrededor del mundo. Para principios del siglo XXI, se mantiene como uno de los países con mejor calidad de vida, según la ONU; aunque la inmigración, la desigualdad social y otros fenómenos como la fuga de cerebros, son algunos de los problemas que aún prevalecen en el país.